# Kentish Town
Kentish Town è un'area di Londra, situata nel borgo di Camden.